# Nizovka (Mordòvia)
Nizovka - Низовка (rus) - és un poble de la República de Mordòvia, a Rússia, segons el cens del 2010 tenia 215 habitants, pertany al municipi de Kozlovka.